# Elbasan Rashani
Elbasan Rashani, född 9 maj 1993 i Hillerstorp, Sverige, är en i Sverige född kosovansk-norsk fotbollsspelare (anfallare) som spelar för Clermont.

## Karriär
Den 16 juli 2021 värvades Rashani av franska Clermont, där han skrev på ett tvåårskontrakt.